# Wat Phra Singh

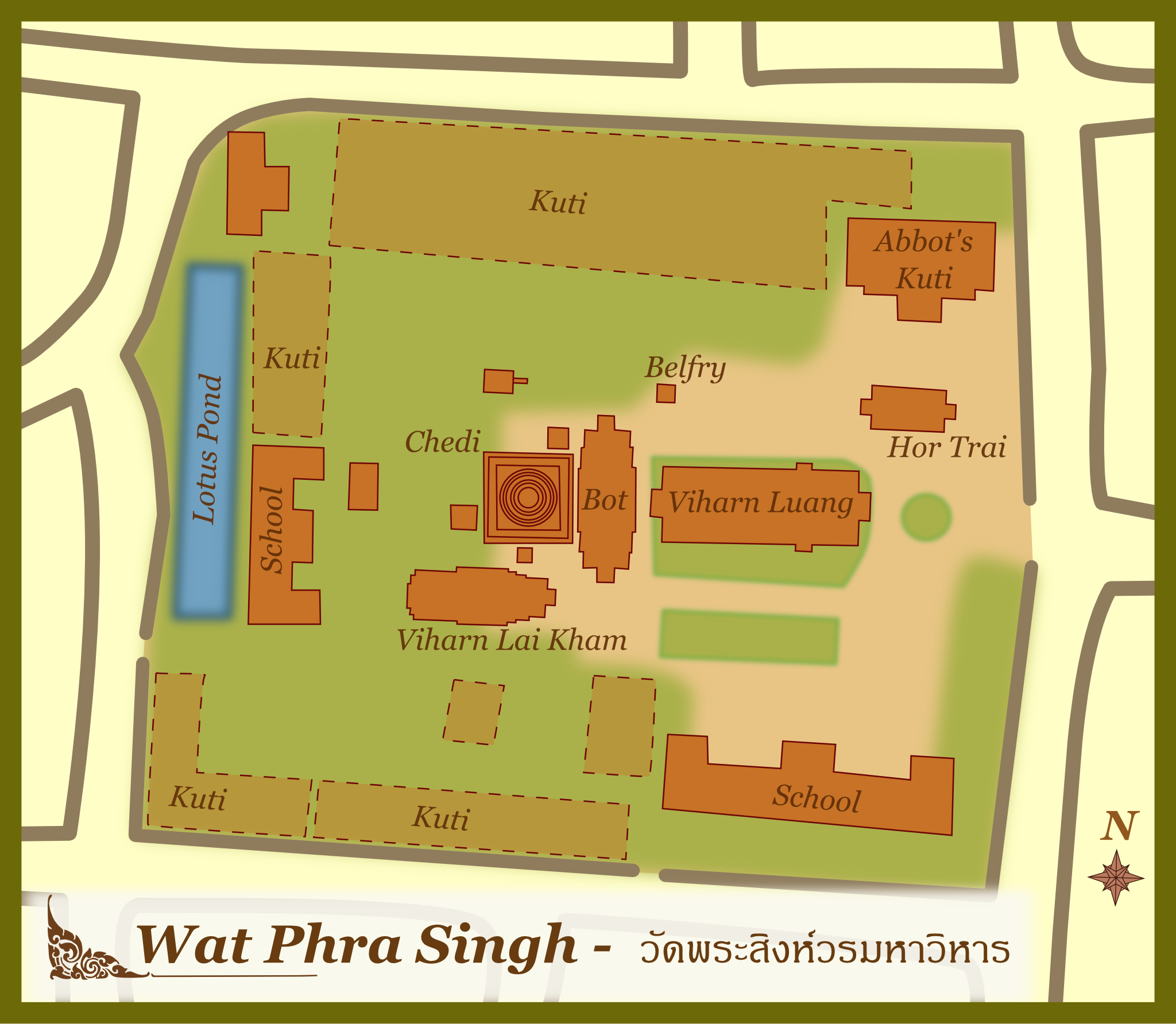
Übersichtskarte: Wat Phra Singh

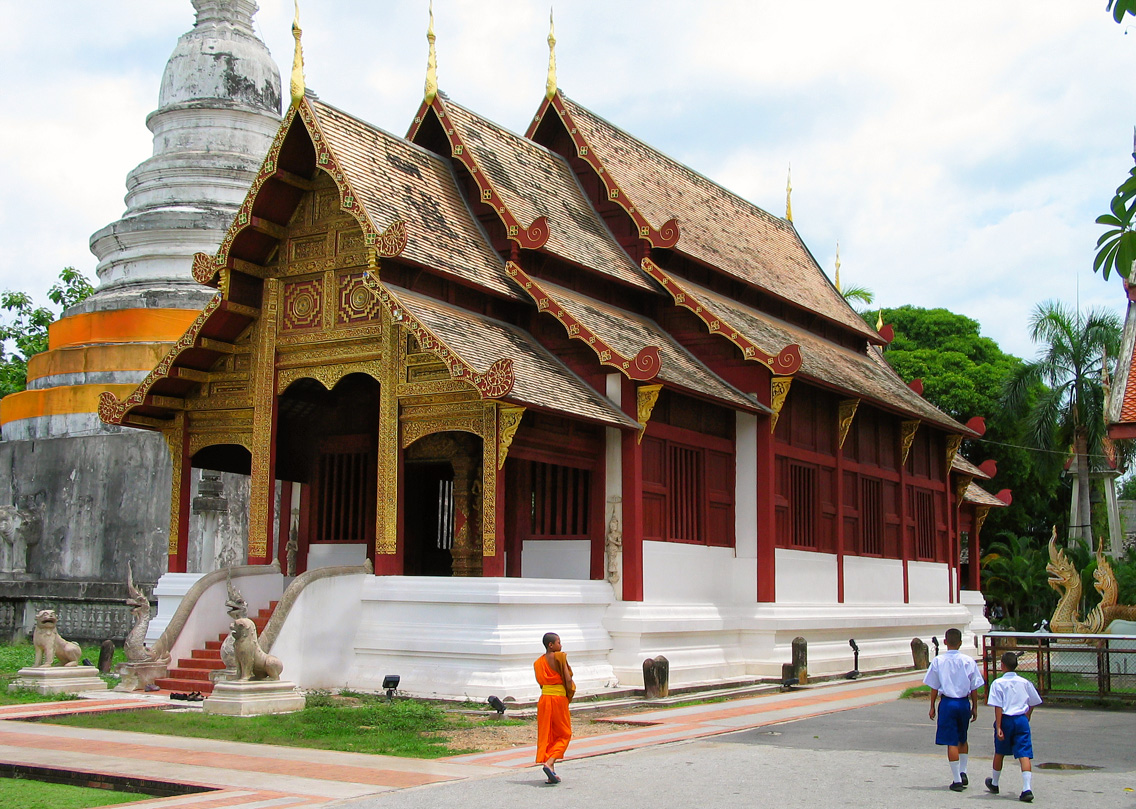
Ubosot des Wat Phra Singh

Wat Phra Singh (vollständiger Name: Wat Phra Singh Woramahawihan – thailändisch วัดพระสิงห์วรมหาวิหาร, RTGS wat phra sing woramaha wihan) ist eine buddhistische Tempelanlage (Wat) in Chiang Mai, Nordthailand. Er ist ein Königlicher Tempel Erster Klasse.

## Lage
Wat Phra Singh liegt westlich des Zentrums in der Altstadt von Chiang Mai. Sein von steinernen Löwen bewachtes Hauptportal liegt am Ende der Hauptstraße von Chiang Mai, der Ratcha Damnoen Road, die von hier genau nach Osten durch das zentrale Tha-Phae-Stadttor bis hinunter zum Mae Nam Ping (Ping-Fluss) führt.

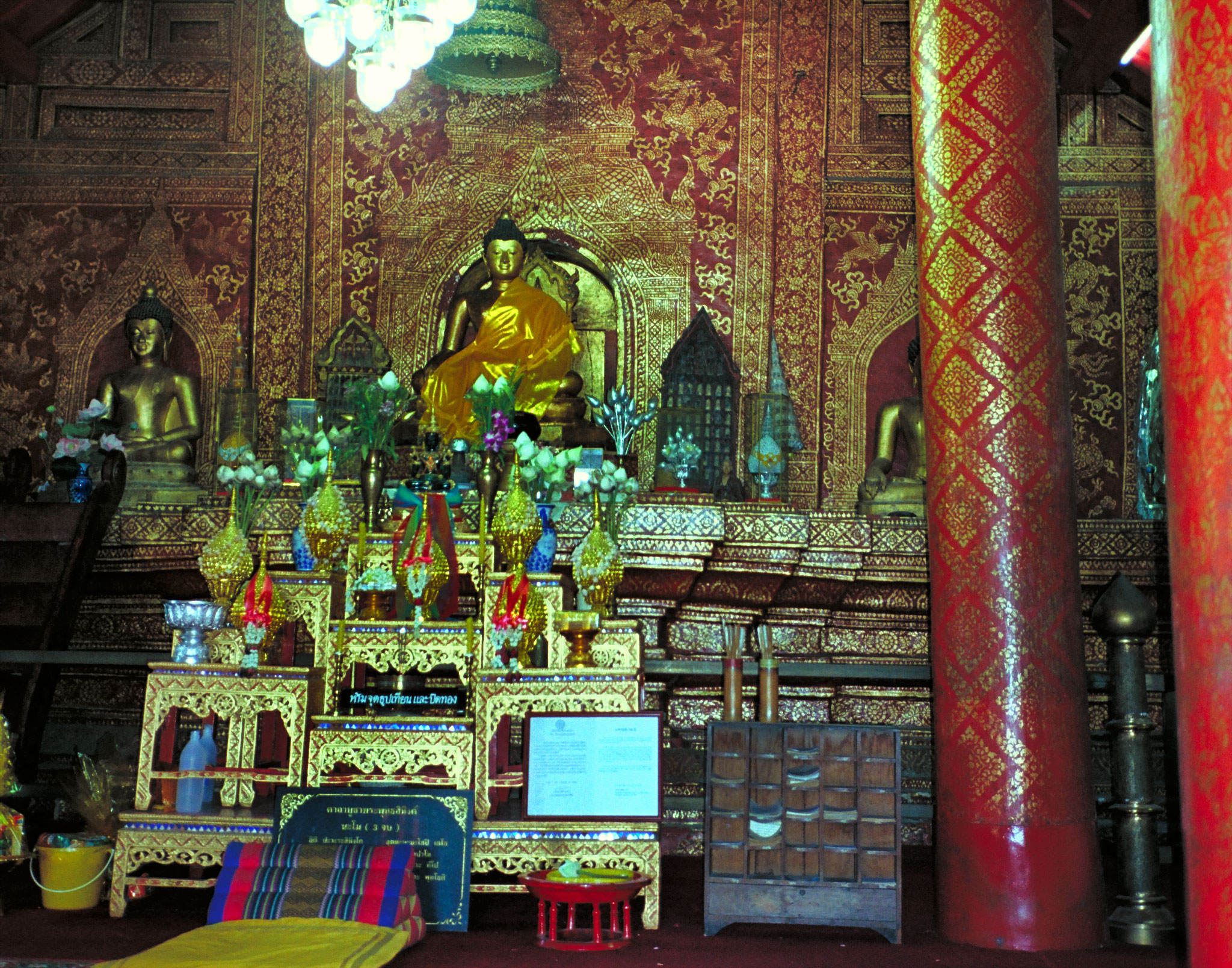
Phra Phuttha Sihing

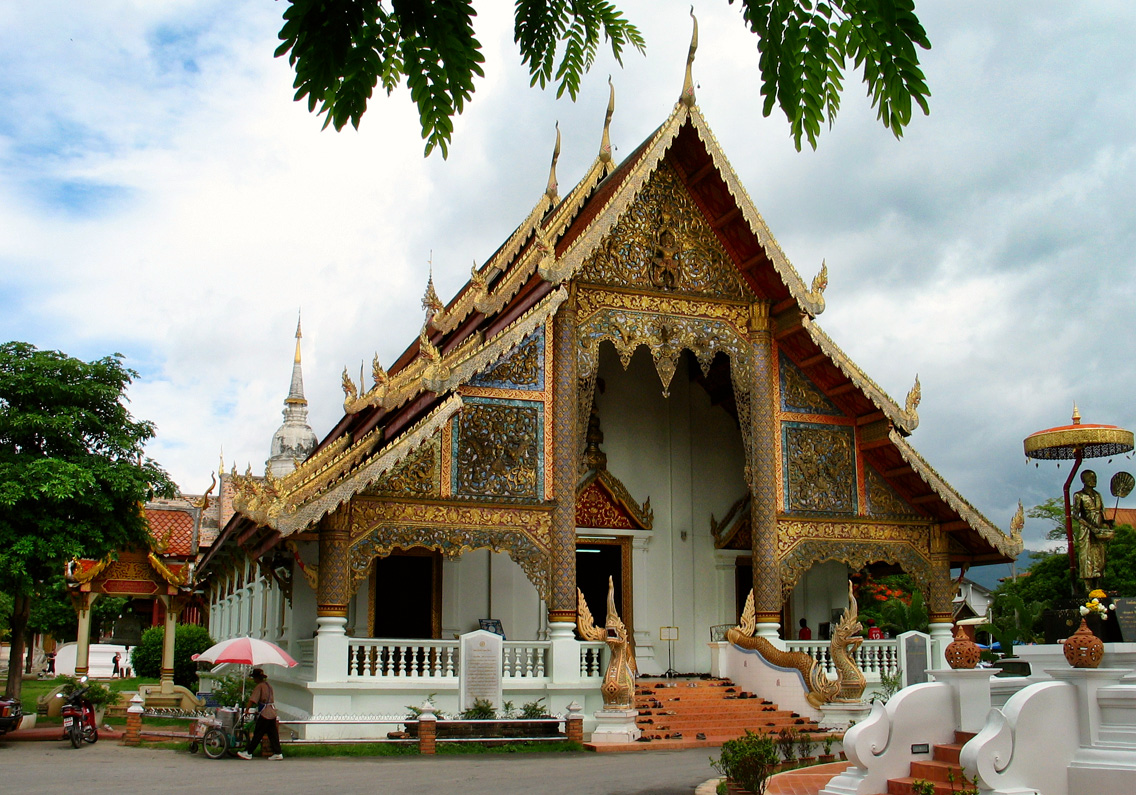
Wihan Luang

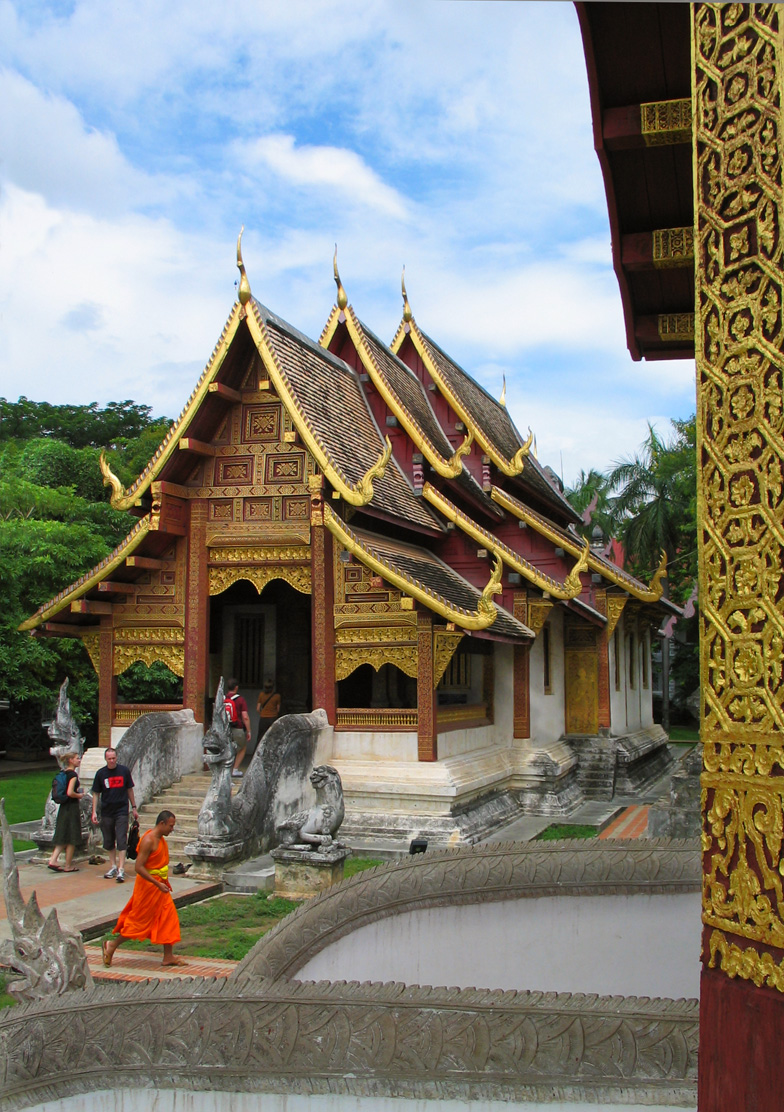
Wihan Lai Kham

## Bedeutung
Seine überregionale Bedeutung erhält der Tempel durch den Phra Phuttha Sihing, eine Buddha-Statue, deren genaue Herkunft ungewiss ist. Einer Legende nach soll er dem „Löwen der Shakyas“ ähneln, einer verlorenen Statue aus dem Mahabodhi-Tempel in Bodhgaya in Indien. Er soll dann über Sri Lanka nach Ligor (das heutige Nakhon Si Thammarat) gelangt sein, von dort aus nach Ayutthaya, bevor er nach Chiang Mai gebracht wurde. Heute gibt es in Thailand insgesamt drei Statuen, von denen behauptet wird, sie seien der Phra Sihing. Neben dem Phra Phuttha Sihing des Wat Phra Singh von Chiang Mai steht eine Statue im Wat Phra Mahathat in Nakhon Si Thammarat und eine weitere in der Buddhai-Sawan-Kapelle des Nationalmuseums Bangkok.
Im Jahre 1920 soll der Kopf der Statue gestohlen worden sein, so dass heute möglicherweise nur eine Nachbildung des Kopfes zu sehen ist.
Jedes Jahr zum Songkran-Fest wird Phra Sihing aus dem Wihan hervorgeholt und in einer prächtigen Prozession durch die Straßen der Stadt getragen, wo ihn die Gläubigen mit Wasser begießen, um ihm Ehre zu erweisen.
Im thailändischen Volksglauben wird der Wat Phra Singh mit dem chinesischen Tierkreiszeichen des Drachen in Verbindung gebracht. Im Jahr des Drachen Geborene pilgern daher gerne hierher.

## Geschichte
König Pha Yu gründete Wat Phra Singh im Jahr 1345, indem er einen Chedi errichtete, um die Asche seines Vaters, König Kham Fu, beizusetzen. Einige Jahre später wurden ein Wihan und weitere Gebäude hinzugefügt. Dem Kloster gab man dann den Namen „Wat Lichiang“. Bei Restaurierungsarbeiten im Jahr 1925 entdeckte man in einem kleinen Chedi drei Urnen, die möglicherweise die königliche Asche enthalten. Seit dieser Zeit sind die Urnen jedoch unauffindbar.
Der Tempel erhielt seinen Namen „Wat Phra Singh“ 1367, als die berühmte Buddhastatue des Phra Sihing hier aufgestellt wurde. Im 18. Jahrhundert wurde der Tempel infolge der burmesischen Besatzung der Stadt aufgegeben und dem Verfall preisgegeben, bis 1782 König Kawila an die Macht kam. Der König ließ den Ubosot neu erbauen und die Chedis erweitern. Seine beiden Nachfolger erbauten den Wihan Lai Kham und die elegante Bibliothek (Hor Trai).
Der berühmte Mönch Khru Ba Sri Wichai organisierte in den Zwanziger Jahren die Renovierung des gesamten Tempels. Die meisten Gebäude erhielten 2002 eine erneute Renovierung, wobei neues Blattgold aufgetragen und die Stuckverzierungen erneuert wurden.

## Sehenswürdigkeiten
- Wihan Luang – architektonisch eher uninteressantes Gebäude, der ursprüngliche Wihan wurde 1925 durch den heutigen Bau ersetzt.
- Wihan Lai Kham – dieses Gebäude ist die Hauptattraktion des Tempels, ein Beispiel für die klassische Lanna-Architektur. Er wurde um 1345 erbaut, um die heute noch hier zu sehende Phra-Sihing-Statue zu beherbergen. Der Name bezieht sich auf die feinen Zeichnungen in Gold an den Giebelbrettern (Tympanon). Das tief heruntergezogene Dach ist dreistufig, in der Portikus sind Stuckverzierungen über den Eingangstüren zu sehen.
- Ubosot – erbaut 1806 hat er vorne und hinten Portiken und ein dreistufiges Dach. Auch hier sind die Giebelbretter reich verziert. Innen steht ein fein strukturierter, vergoldeter Ku – eine Art turmförmiger Altar.
- Hor Trai – ebenso wie der Wihan Lai Kham ist der Hor Trai (Bibliothek) ein Beispiel klassischer Lanna-Architektur. Er soll 1477 während der Regierungszeit von König Tilokarat erbaut worden sein, Renovierungen fanden 1867, 1920 und 2002 statt. Das kleine Holzgebäude mit seinem dreistufigen Dach steht auf einem hohen Sockel aus Ziegelsteinen, der mit Stuck reich verziert ist. Eine steile Treppe, deren Geländer von Nagas und Makaras gebildet wird, führt an der Ostseite nach oben. Die Giebelbretter der Portikus sind mit feinen Holzschnitzarbeiten bedeckt.
- Von „Elefanten gestützter Chedi“ – seit seiner Erbauung 1345 oftmals vergrößert. Der goldene, glockenförmige Chedi steht auf einem hohen quadratischen Sockel, aus deren Seiten die Vorderteile von mit Stuck verzierten Elefanten herausragen.

## Impressionen

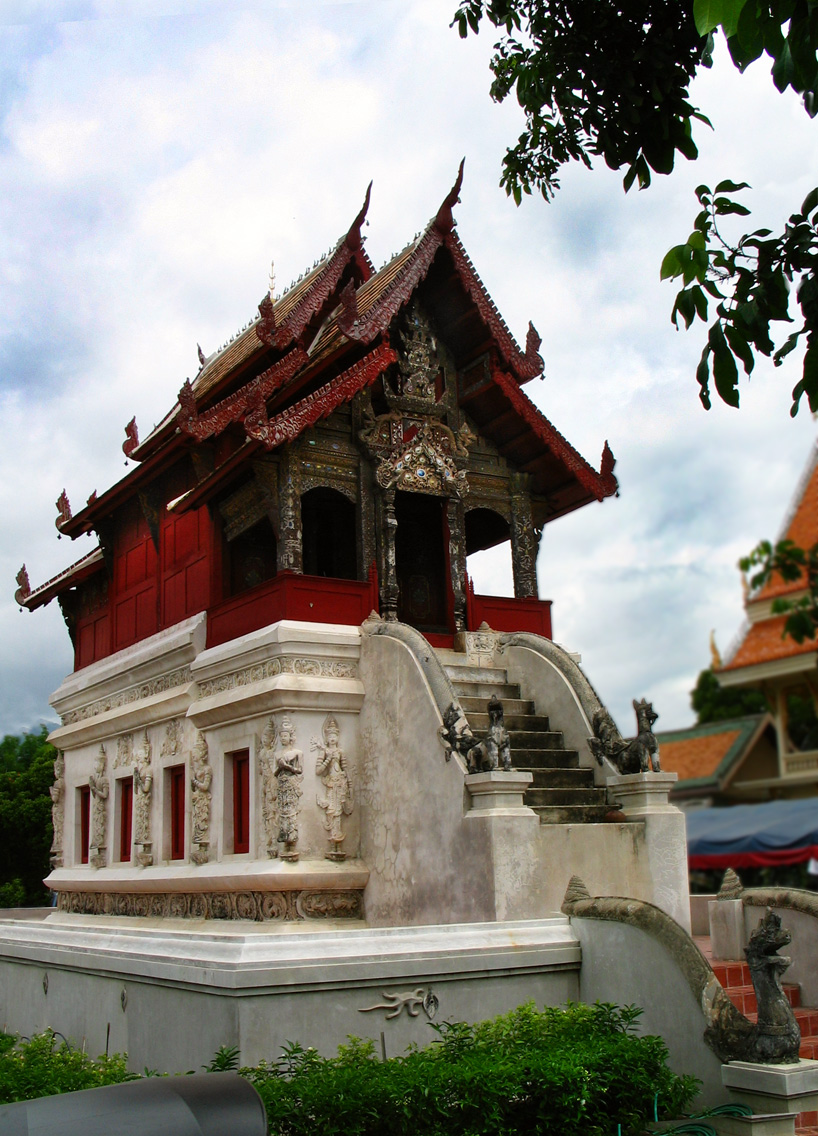
Hor Trai (Bibliothek)
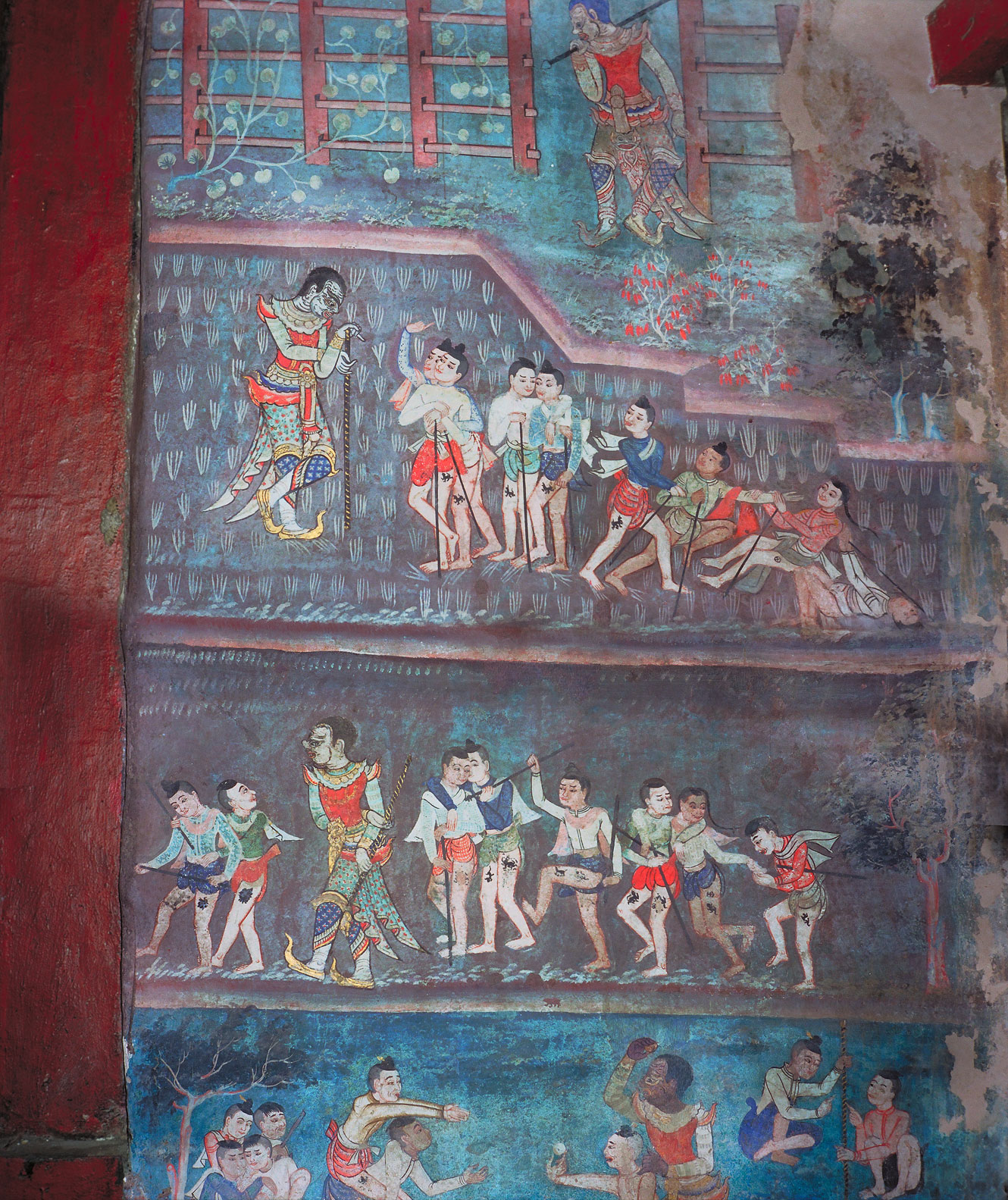
Wandmalerei im Wihan Lai Kham
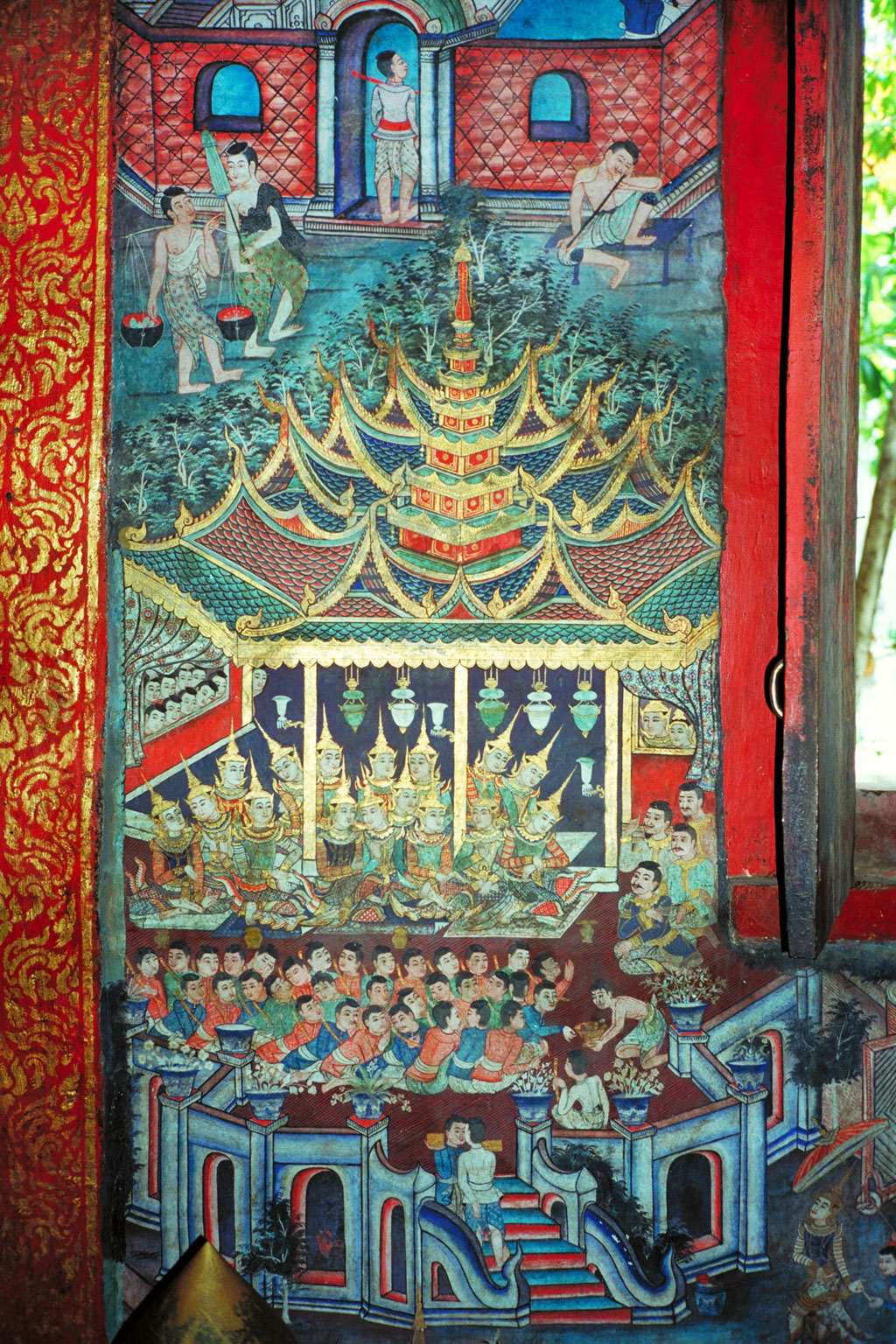
Wandmalerei im Wihan Lai Kham
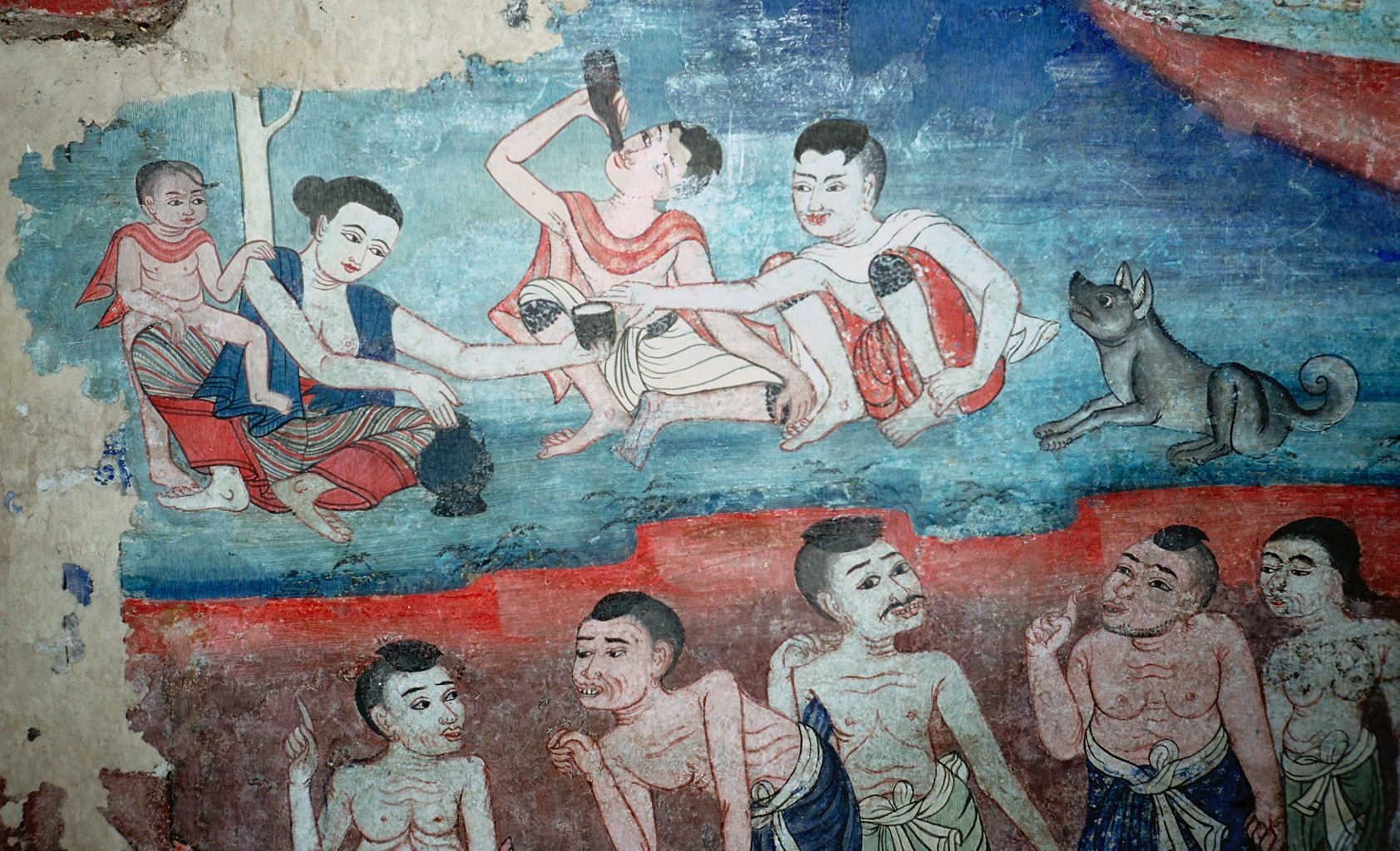
Wandmalerei im Wihan Lai Kham